# Ли Јанг
Ли Јанг (кин: 李洋; пин: Lǐ Yáng; 12. август 1995) тајвански је бадминтониста који је специјализован у категорији мушки парови у којој је двоструки олимпијски првак.
На Летњим олимпијским играма 2020. су он и његов партнер Ванг Ћилин постали први пар који није био носилац који је освојио олимпијско злато у мушким паровима и први који је освојио злато у бадминтону за Кинески Тајпеј. На Летњим олимпијским играма 2024. је поново наступао са Вангом Ћилином. Постали су први мушки пар у бадминтону у историји који је одбранио своју олимпијску титулу.